# John Maisano
John Maisano (Melbourne, 6 januari 1979) is een voormalig Australisch voetballer. Maisona was een middenvelder.

## Biografie
Maisano werd geboren in Melbourne als zoon van Italiaanse ouders. Hij begon z'n carrière bij Australian Institute of Sport en trok in 1997 hij naar Europa, waar hij voor Atalanta Bergamo, Westerlo en Helmond Sport speelde. In 2000 keerde hij terug naar Australië, waar hij voor Marconi Stallions ging spelen. Hij ging in 2002 terug naar Europa, waar hij ditmaal voor drie Schotse ploegen uitkwam: Greenock Morton FC, Ayr United en Stranraer FC. Bij die laatste club sloot hij in 2006 z'n profcarrière af op amper 27-jarige leeftijd.